# Hiéroglyphe égyptien G4
Pour les articles homonymes, voir Buse.
La buse, en hiéroglyphes égyptiens, est classifiée dans la section G « Oiseaux » de la liste de Gardiner ; cet hiéroglyphe y est noté G4. 

## Représentation
Il représente une buse féroce (Buteo rufinus). Il est translittéré tyw.

## Utilisation
C'est un phonogramme trilitère de valeur tyw.
| G1 |

| G1 |

## Exemples de mots
| O49 · t | G4 | A1 · Z2 |

| O49 · t | G4 | A1 · Z2 |

| R14 | G4 | Z2 |

| R14 | G4 | Z2 |

| i | D4 | G4 | S28 |

| i | D4 | G4 | S28 |